# August Ahrens (Politiker, 1896)
August Ahrens (* 10. August 1896 in Pries; † 19. März 1968) war ein deutscher Politiker.

## Leben
Ahrens machte von 1911 bis 1914 eine Ausbildung im Bankbereich und nahm von 1915 bis 1919 am Ersten Weltkrieg teil. Von 1919 bis 1928 arbeitete er als Angestellter, ab 1928 war er Geschäftsführer der Norddeutschen Spielvereinigung im Arbeiter-Turn- und Sportbund. 1933 wurde er entlassen. Er arbeitet in den folgenden Jahren bis 1947 als Buchhalter. Seit 1947 war er Schatzmeister des Hamburger Fußball-Verbandes und später Aufsichtsratsmitglied  der Totogesellschaft. 1947 wurde er Geschäftsführer einer Wohnungsbaugenossenschaft, bis er 1954 Hauptbezirksleiter der Gesellschaft für Fußballwetten wurde.
Ahrens war von 1914 bis 1933 und ab 1945 Mitglied der SPD. 
Er gehörte vom 17. Januar 1951, als er für die in den Bundestag nachgerückte Gertrud Lockmann eintrat, bis 1957 der 2. und 3. Hamburgischen Bürgerschaft an.
August Ahrens wurde auf dem Hamburger Friedhof Ohlsdorf beigesetzt. Seine Grabstätte liegt im Planquadrat Q 3, nahe dem Haupteingang an der Fuhlsbüttler Straße.  